# لاهویسک
لاهویسک (به لاتین: Lahoysk) یک منطقهٔ مسکونی در بلاروس است که در منطقه مینسک واقع شده‌است.